# 엔아이에프앤씨
주식회사 엔아이에프앤씨는 이탈리아 음식점 닐리 파스타&피자로 알려진 요식업 프랜차이즈 회사이다.

## 연혁
- 1998년 압구정 본점 개업
- 2002년 안양 범계점 개업[2]
- 2004년 분당 서현점 오픈
- 2005년 (주)라마미코 법인 설립
- 2006년 용인 수지점 개업
- 2007년 분당 서현동 닐리 쿠치나 오픈
- 2008년 직영 물류회사 “엔아이 푸드” 설립
- 2009년 주식회사 엔아이에프앤씨 법인 전환, 가맹 사업 시작
- 2014년 현재 가맹 70호점